# Giovanni Soglia Ceroni
Giovanni Soglia Ceroni, italijanski rimskokatoliški duhovnik, škof in kardinal, * 10. oktober 1779, † 12. avgust 1856.

## Življenjepis
1. januarja 1803 je prejel duhovniško posvečenje. 2. oktobra 1826 je bil imenovan za naslovnega nadškofa Efeza in 15. oktobra istega leta je prejel škofovsko posvečenje. 23. junija 1834 je bil imenovan za tajnika Študijev v Rimski kuriji. 12. februarja 1838 je bil povzdignjen v kardinala in pectore.
18. februarja 1839 je bil imenovan za kardinala-duhovnika pri Ss. Quattro Coronati in bil imenovan za nadškofa (osebni naziv) škofije Osima e Cingoli. 4. junija 1848 je bil imenovan za državnega tajnika Rimske kurije.